# Xavier López Ancona
Xavier López Ancona (Ciudad de México, 4 de abril de 1964) es un empresario mexicano, reconocido por ser el fundador, presidente y director general de la multinacional de entretenimiento KidZania desde 1999. Fue incluido en la lista de los empresarios más exitosos de México según Forbes. Antes de desempeñar su cargo actual, fue director de capital de riesgo de General Electric Capital. Su empresa KidZania mantiene operaciones en Rusia a pesar de la agresión a Ucrania.

## Carrera
López cursó una licenciatura en administración de empresas de la Universidad Anáhuac de la Ciudad de México, una maestría en administración del Instituto Panamericano de Alta Dirección de Empresa y un MBA de la Kellogg School of Management en la Universidad del Noroeste.
Cuando la compañía de bienes raíces de su padre en el área de San Juan Ixhuatepec quebró en 1984, López decidió ayudarlo y procedió a vender la mayoría de las propiedades para evitar grandes pérdidas. Philip Kotler fue maestro de López durante su maestría, una experiencia que fue clave cuando el empresario decidió iniciar el concepto de KidZania, compañía que fundó en 1999 con el objetivo de crear una experiencia de entretenimiento inclusiva. En la actualidad, KidZania es uno de los parques de diversiones más exitosos de México.